# Lagnieu
Lagnieu est une commune française située dans le département de l'Ain, en région Auvergne-Rhône-Alpes. Ses habitants, au nombre de 7 214 en 2020, s'appellent les Lagnolans ou les Latiniçois.

## Géographie

### Situation
La ville de Lagnieu se situe au sud du département de l'Ain, sur la rive droite du Rhône, à 45 km au nord-est de l'agglomération lyonnaise et à 40 km au sud de Bourg-en-Bresse. Elle se trouve dans la région naturelle du Bugey. Positionnée au bord du Rhône, au pied des contreforts du Jura, la localité forme, au sens de l'Insee, l'unité urbaine de Lagnieu avec la commune voisine de Saint-Sorlin-en-Bugey.
Accolée aux premiers contreforts du Jura méridional (Bugey), elle appartient à la région naturelle de la plaine de l'Ain, aussi nom du parc industriel établi à une dizaine de kilomètres à l'ouest de la commune. Son territoire a une altitude variant de 192 m à 643 m, la mairie se situant à 212 m.

#### Communes limitrophes
Les communes limitrophes sont  La Balme-les-Grottes, Leyment, Saint-Sorlin-en-Bugey, Saint-Vulbas, Sainte-Julie et Vaux-en-Bugey.
| Leyment                                    | Ambutrix (par un point)                       | Vaux-en-Bugey         |
| Chazey-sur-Ain (par un point) Sainte-Julie | Lagnieu                                       |                       |
| Saint-Vulbas                               | Vertrieu (Isère) La Balme-les-Grottes (Isère) | Saint-Sorlin-en-Bugey |

### Hydrographie
La limite sud du territoire communal est constituée par le lit du fleuve le Rhône, qui sépare la commune du département de l'Isère.

### Climat
Pour des articles plus généraux, voir Climat d'Auvergne-Rhône-Alpes et Climat de l'Ain.
En 2010, le climat de la commune est de type climat des marges montargnardes, selon une étude du CNRS s'appuyant sur une série de données couvrant la période 1971-2000. En 2020, Météo-France publie une typologie des climats de la France métropolitaine dans laquelle la commune est exposée à un climat de montagne ou de marges de montagne et est dans la région climatique Bourgogne, vallée de la Saône, caractérisée par un bon ensoleillement (1 900 h/an), un été chaud (18,5 °C), un air sec au printemps et en été et des vents faibles.
Pour la période 1971-2000, la température annuelle moyenne est de 11,6 °C, avec une amplitude thermique annuelle de 18,2 °C. Le cumul annuel moyen de précipitations est de 1 250 mm, avec 11,1 jours de précipitations en janvier et 7,4 jours en juillet. Pour la période 1991-2020, la température moyenne annuelle observée sur la station météorologique de Météo-France la plus proche, « Ambérieu », sur la commune de Château-Gaillard à 8 km à vol d'oiseau, est de 11,9 °C et le cumul annuel moyen de précipitations est de 1 117,5 mm,. Pour l'avenir, les paramètres climatiques de la commune estimés pour 2050 selon différents scénarios d'émission de gaz à effet de serre sont consultables sur un site dédié publié par Météo-France en novembre 2022.
| Mois                                  | jan.             | fév.             | mars             | avril           | mai             | juin           | jui.            | août          | sep.            | oct.            | nov.            | déc.            | année      |
| ------------------------------------- | ---------------- | ---------------- | ---------------- | --------------- | --------------- | -------------- | --------------- | ------------- | --------------- | --------------- | --------------- | --------------- | ---------- |
| Température minimale moyenne (°C)     | −0,1             | 0                | 2,6              | 5,5             | 9,5             | 13             | 14,7            | 14,4          | 10,9            | 8,1             | 3,5             | 0,8             | 6,9        |
| Température moyenne (°C)              | 3,2              | 4,2              | 8                | 11,3            | 15,2            | 19             | 21,1            | 20,9          | 16,7            | 12,6            | 7,1             | 3,9             | 11,9       |
| Température maximale moyenne (°C)     | 6,5              | 8,4              | 13,5             | 17,1            | 20,9            | 25             | 27,5            | 27,3          | 22,4            | 17,1            | 10,8            | 7               | 17         |
| Record de froid (°C) date du record   | −26,9 23.01.1963 | −20,8 05.02.1963 | −15,5 07.03.1971 | −6,1 08.04.1956 | −3,3 01.05.1960 | 1,3 04.06.1962 | 3,6 08.07.1954  | 3 30.08.1986  | −1,2 27.09.1972 | −7,2 31.10.1997 | −10 27.11.1955  | −17,3 20.12.09  | −26,9 1963 |
| Record de chaleur (°C) date du record | 18,1 10.01.15    | 22,9 28.02.1960  | 26,6 22.03.1990  | 29,1 21.04.18   | 34,4 24.05.09   | 38,1 22.06.03  | 40,2 27.07.1983 | 41,2 24.08.23 | 35,4 05.09.1949 | 29,9 09.10.23   | 23,2 12.11.1995 | 21,3 18.12.1989 | 41,2 2023  |
| Ensoleillement (h)                    | 679              | 984              | 170              | 1 936           | 2 203           | 2 519          | 2 878           | 2 611         | 1 889           | 1 216           | 728             | 549             | 1 989      |
| Précipitations (mm)                   | 84,9             | 70               | 75               | 87,2            | 106,4           | 88,8           | 86              | 83            | 106,1           | 117,7           | 117,9           | 94,5            | 1 117,5    |

## Urbanisme

### Typologie
Au 1er janvier 2024, Lagnieu est catégorisée petite ville, selon la nouvelle grille communale de densité à 7 niveaux définie par l'Insee en 2022.
Elle appartient à l'unité urbaine de Lagnieu, une agglomération intra-départementale dont elle est ville-centre,. Par ailleurs la commune fait partie de l'aire d'attraction de Lagnieu, dont elle est la commune-centre,. Cette aire, qui regroupe 3 communes, est catégorisée dans les aires de moins de 50 000 habitants,.

### Occupation des sols

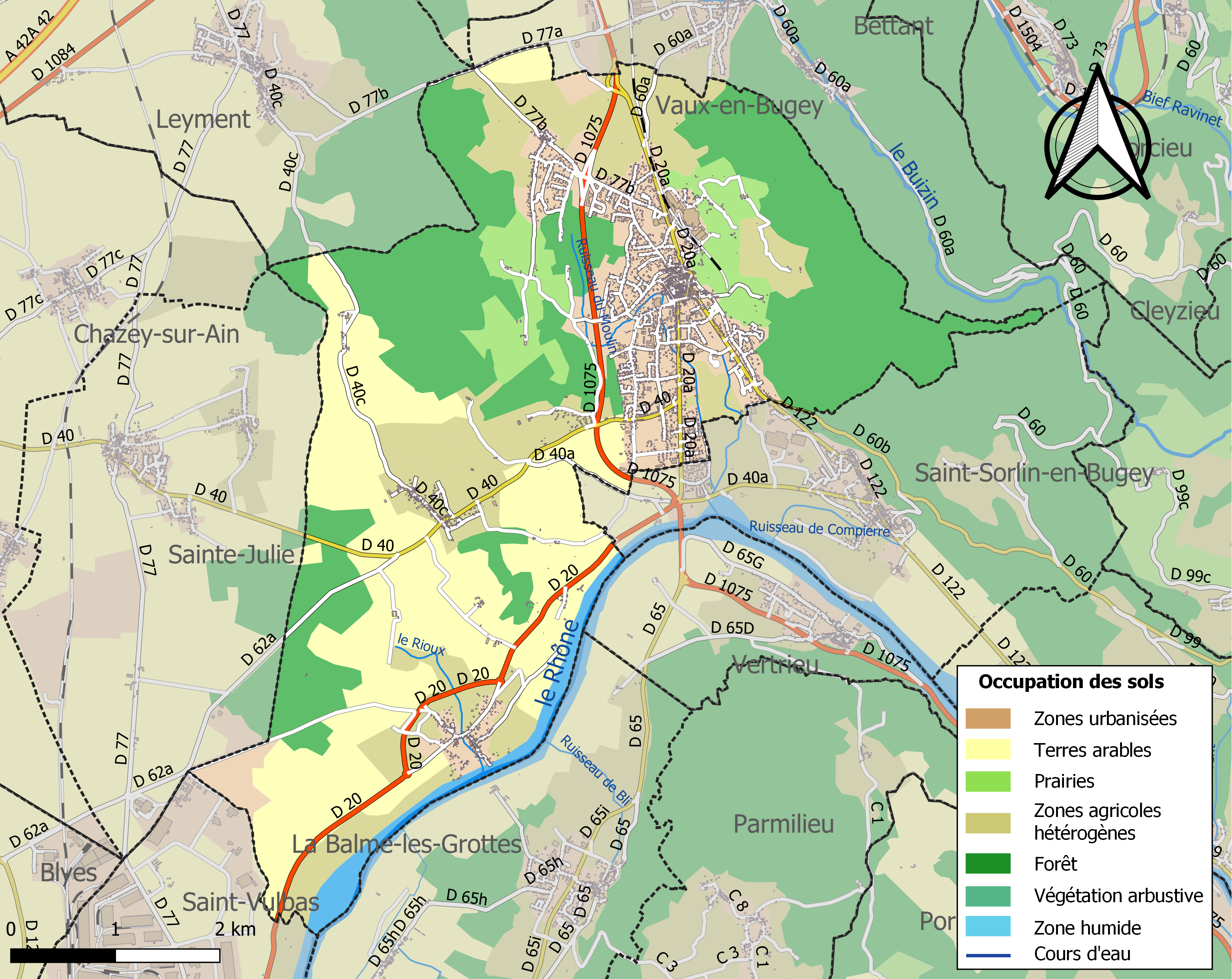
Carte des infrastructures et de l'occupation des sols de la commune en 2018 (CLC).

L'occupation des sols de la commune, telle qu'elle ressort de la base de données européenne d’occupation biophysique des sols Corine Land Cover (CLC), est marquée par l'importance des territoires agricoles (51,2 % en 2018), en diminution par rapport à 1990 (54,2 %). La répartition détaillée en 2018 est la suivante :
forêts (30,8 %), terres arables (26,6 %), zones agricoles hétérogènes (18,5 %), zones urbanisées (14,1 %), prairies (6,2 %), eaux continentales (2,5 %), zones industrielles ou commerciales et réseaux de communication (1,4 %).
L'évolution de l’occupation des sols de la commune et de ses infrastructures peut être observée sur les différentes représentations cartographiques du territoire : la carte de Cassini (XVIIIe siècle), la carte d'état-major (1820-1866) et les cartes ou photos aériennes de l'IGN pour la période actuelle (1950 à aujourd'hui).

### Lieux-dits, hameaux et écarts
Lagnieu compte quatre hameaux qui sont les suivants :
- Chanves ;
- le Charveyron ;
- Posafol ;
- Proulieu.

### Habitat et logement
En 2018, le nombre total de logements dans la commune était de 3 543, alors qu'il était de 3 268 en 2013 et de 3 042 en 2008.
Parmi ces logements, 91 % étaient des résidences principales, 1,9 % des résidences secondaires et 7,2 % des logements vacants. Ces logements étaient pour 58,9 % d'entre eux des maisons individuelles et pour 40,8 % des appartements.
Le tableau ci-dessous présente la typologie des logements à Lagnieu en 2018 en comparaison avec celle de l'Ain et de la France entière. Une caractéristique marquante du parc de logements est ainsi une proportion de résidences secondaires et logements occasionnels (1,9 %) inférieure à celle du département (5,5 %) et à celle de la France entière (9,7 %). Concernant le statut d'occupation de ces logements, 57 % des habitants de la commune sont propriétaires de leur logement (56,9 % en 2013), contre 62,4 % pour l'Ain et 57,5 % pour la France entière.
| Typologie                                               | Lagnieu | Ain  | France entière |
| ------------------------------------------------------- | ------- | ---- | -------------- |
| Résidences principales (en %)                           | 91      | 86,3 | 82,1           |
| Résidences secondaires et logements occasionnels (en %) | 1,9     | 5,5  | 9,7            |
| Logements vacants (en %)                                | 7,2     | 8,1  | 8,2            |

### Voies de communication et transports

#### Voies routières
Depuis l'autoroute A42, Lagnieu est accessible par deux sorties (no 7 et no 8), situées respectivement à 14 kilomètres et 11 kilomètres.
La ville est contournée depuis 1996 par la route départementale 1075 (ex-route nationale 75) qui relie historiquement Tournus à Sisteron et assure localement la liaison entre Bourg-en-Bresse et Grenoble. À partir du sud d'Ambérieu-en-Bugey, cet axe est classé itinéraire bis « Valence-Côte d'Azur » dans le sens nord-sud et « Mâcon-Paris » dans le sens sud-nord. Les vacanciers sont nombreux à l'emprunter les jours de grands départs en vacances vers la Méditerranée.
Lagnieu est également traversée par la route départementale 20A (ancienne portion de la route nationale 75 avant la création de la déviation). La route départementale 20 assure la liaison Lagnieu-Vienne via L'Isle-d'Abeau. En cas de fort trafic aux abords de l'agglomération lyonnaise, elle permet de relier l'A7 (sortie Vienne-Sud) à Lagnieu. Elle constitue avec la route départementale 1075 l'un des deux axes structurants de la commune.
Les autres voies de circulation ont davantage un intérêt local : la départementale 122 dessert le sud-est de l'agglomération, de Lagnieu à Sault-Brénaz (et par extension via la RD 19 vers Belley). La route départementale 40 dessert le parc industriel de la Plaine de l'Ain puis Meximieux par extension vers la route départementale 1084 (ex-route nationale 84), la D 77B rejoint Leyment et la RD 60A assure la liaison Lagnieu-Cleyzieu via Vaux-en-Bugey.

#### Transports en commun
Il n'existe plus de desserte ferroviaire pour les voyageurs à Lagnieu. La gare de Lagnieu est fermée et le bâtiment voyageurs n'existe plus.
La gare d'Ambérieu-en-Bugey se trouve à 7 km du centre de Lagnieu.
La ville de Lagnieu est reliée par deux lignes régulières interurbaines « Car Ain », gérées par la Région. Elles permettent de relier Lagnieu et le maillon sud jusqu'à Lhuis à la gare d'Ambérieu-en-Bugey.
La ligne 103 est une ligne dite « rapide » assurant systématiquement les correspondances avec le train en gare d'Ambérieu sans aucun arrêt intermédiaire entre la gare et Lagnieu. Desservent également Lagnieu :
- Ligne de Bus Régie Départementale des Transports de l'Ain 149 Lhuis-Lagnieu-Ambérieu ;
- Ligne de Bus Berthelet 190 Lhuis-Lagnieu-Meximieux ;
- Ligne de Bus Régie Départementale des Transports de l'Ain 103 Lagnieu-Ambérieu en Bugey ;
- Lignes de transports à la demande pour le marché du lundi : Marcillieu-Proulieu-Posafol-Lagnieu et Le Charveyron-Lagnieu.

### Risques naturels et technologiques
Le territoire présente un risque sismique ainsi que des risques naturels et technologiques comme des inondations, ruptures de barrage, risques industriels et nucléaire, transports de marchandises dangereuses.
Plusieurs catastrophes naturelles ont eu lieu dans le passé, comme des inondations et coulées de boue (30 avril et 1er mai 1983, 26 septembre 1987, 9 au 12 octobre 1988, 13 au 18 février 1990, 25 juin 2006).[réf. nécessaire]

### Toponymie
D'après un texte latin du VIIe siècle, le toponyme Lagnieu dériverait d'un propriétaire terrien du nom de Latinus, donnant son nom au secteur ainsi devenu Latiniacus.
Durant la Révolution française, la commune prend temporairement le nom de Fontaine-d'Or.

## Histoire
Vers 1430, les habitants de Lagnieu se saisirent de six bœufs appartenant aux moines de la chartreuse de Portes et ravagèrent leurs cultures en y lâchant leurs porcs.
Pendant la Révolution française, Lagnieu prend le nom révolutionnaire de Fontaine-d'Or.
En 1875, la mise en service de la ligne d'Ambérieu à Montalieu-Vercieu permet à Lagnieu, qui dispose d'une gare, de bénéficier d'un raccordement au réseau ferré. Le trafic des voyageurs demeure jusqu'en 1937. Dans les années 1920, Lagnieu profite de l'ouverture d'une verrerie industrielle, elle-même favorisée par la présence d'un gisement de gaz prometteur.
Par le passé, Lagnieu était connue pour sa tannerie, activité aujourd'hui totalement disparue.
En 1957, lors du passage d'un élément métallique destiné à la centrale nucléaire de Marcoule, le « mille-pattes », la fontaine de Lagnieu est détruite accidentellement.
Le 10 janvier 1965, Proulieu intègre la commune avec une fusion simple.
La section de la voie ferrée reliant Lagnieu à Villebois est fermée aux marchandises en 1989, peu après la démolition de la gare, mais la portion Lagnieu-Ambérieu demeure ouverte pour le fonctionnement de la verrerie.
En janvier 1994, la ville est déviée avec l'ouverture d'une nouvelle portion de la route nationale 75.

## Politique et administration

### Rattachements administratifs et électoraux

#### Rattachements administratifs
La commune se trouve dans l'arrondissement de Belley du département de l'Ain.
Elle était depuis 1793 le chef-lieu du canton de Lagnieu. Dans le cadre du redécoupage cantonal de 2014 en France, cette circonscription administrative territoriale a disparu, et le canton n'est plus qu'une circonscription électorale.

#### Rattachements électoraux
Pour les élections départementales, la commune est depuis 2014 d'un nouveau bureau centralisateur du canton de Lagnieu porté de 13 à 26 communes.
Pour l'élection des députés, elle fait partie de la deuxième circonscription de l'Ain depuis le redécoupage des circonscriptions législatives françaises de 2010.

### Intercommunalité
Lagnieu est membre de la communauté de communes de la Plaine de l'Ain, un établissement public de coopération intercommunale (EPCI) à fiscalité propre créé fin 2002 par transformation d'une structure intercommunale antérieur (district puis SIVOM)  et auquel la commune a transféré un certain nombre de ses compétences, dans les conditions déterminées par le code général des collectivités territoriales.

### Tendances politiques et résultats
Lors du premier tour des élections municipales de 2014 dans l'Ain, la liste UMP menée par le maire sortant André Moingeon obtient la majorité absolue des suffrages exprimés, avec 1 945 voix (72,46 %, 25 conseillers municipaux élus dont 5 communautaires), devançant très largement celle DVG menée par Laurent Girard, qui a recueilli 739 voix (27,53 %, 4 conseillers municipaux élus).
Lors de ce scrutin, 44,59 % des électeurs se sont abstenus.
Lors du premier tour des élections municipales de 2020 dans l'Ain, la liste LR menée par le maire sortant André Moingeon obtient la majorité absolue des suffrages exprimés, avec 1 737 voix (67,27 %, 25 conseillers municipaux élus dont 5 communautaires), devançant très largement celle DVG menée par Rémy Chabbouh, qui a recueilli 845 voix (32,72 %, 4 conseillers municipaux élus dont 1 communautaire.
 Lors de ce scrutin marqué par la pandémie de Covid-19 en France, 49,34 % des électeurs se sont abstenus,.

### Liste des maires
| Période    | Période    | Identité                                | Étiquette               | Qualité |
| ---------- | ---------- | --------------------------------------- | ----------------------- | --- |
|            |            |                                         |                         | |
| 1840       | 1848       | Charles Jean Baptiste de la Verpillière |                         | |
| 1848       | 1848       | Joseph Méhier-Girod                     |                         | |
| 1848       | 1848       | Antoine Prin                            |                         | |
| 1851       | 1852       | Pierre Prosper François Baumès          |                         | |
| 1852       | 1852       | Henri Quatre                            |                         | |
| 1852       | 1866       | Charles de la Verpillière               |                         | |
| 1866       | 1870       | Marie Frédéric César Tournier           |                         | |
| 1870       | 1871       | Pierre Prosper François Baumès          |                         | |
| 1871       | 1881       | Achille Méhier                          |                         | |
| 1881       | 1883       | Jules Girardet                          |                         | |
| 1883       | 1888       | Achille Méhier                          |                         | |
| 1888       | 1893       | Jean-Baptiste Thiévon                   |                         | |
| 1893       | 1895       | Victor Meillard                         |                         | |
| 1895       | 1912       | Jules Jérôme Depaillère                 |                         | |
| 1913       | 1945       | Joseph Baloffet                         |                         | |
| 1945       | 1947       | Georges Lacroisille                     |                         | |
| 1947       | 1953       | Louis Décour                            |                         | |
| 1953       | 1953       | Camille Janton                          |                         | |
| 1953       | 1963       | Eugène Jacquier                         | Rad.                    | |
| 1963       | juin 1995  | Guy de La Verpillière,                  | RI puis UDF-PR          | Exploitant agricole et minotier Député de l'Ain (3e circ.) (1967 → 1980) Sénateur de l'Ain (1980 → 1989) Conseiller général de Lagnieu (1958 → 1988) |
| juin 1995  | avril 2004 | Charles de La Verpillière               | UDF-PR puis DL puis UMP | Énarque, fils de Guy de La Verpillière Député de l'Ain 2e circ.) (2007 → 2022) Conseiller général puis départemental de Lagnieu (1988 → ) Président du conseil général de l'Ain (2004 → 2007) Président de la CC de la Plaine de l'Ain (1995 → 2007) Démissionnaire après son élection comme président du conseil généra |
| avril 2004 | En cours   | André Moingeon                          | UMP → LR                | Ingénieur conseil Vice-président de la CC de la Plaine de l'Ain (2020 → ) Réélu pour le mandat 2020-2026 |

### Distinctions et labels

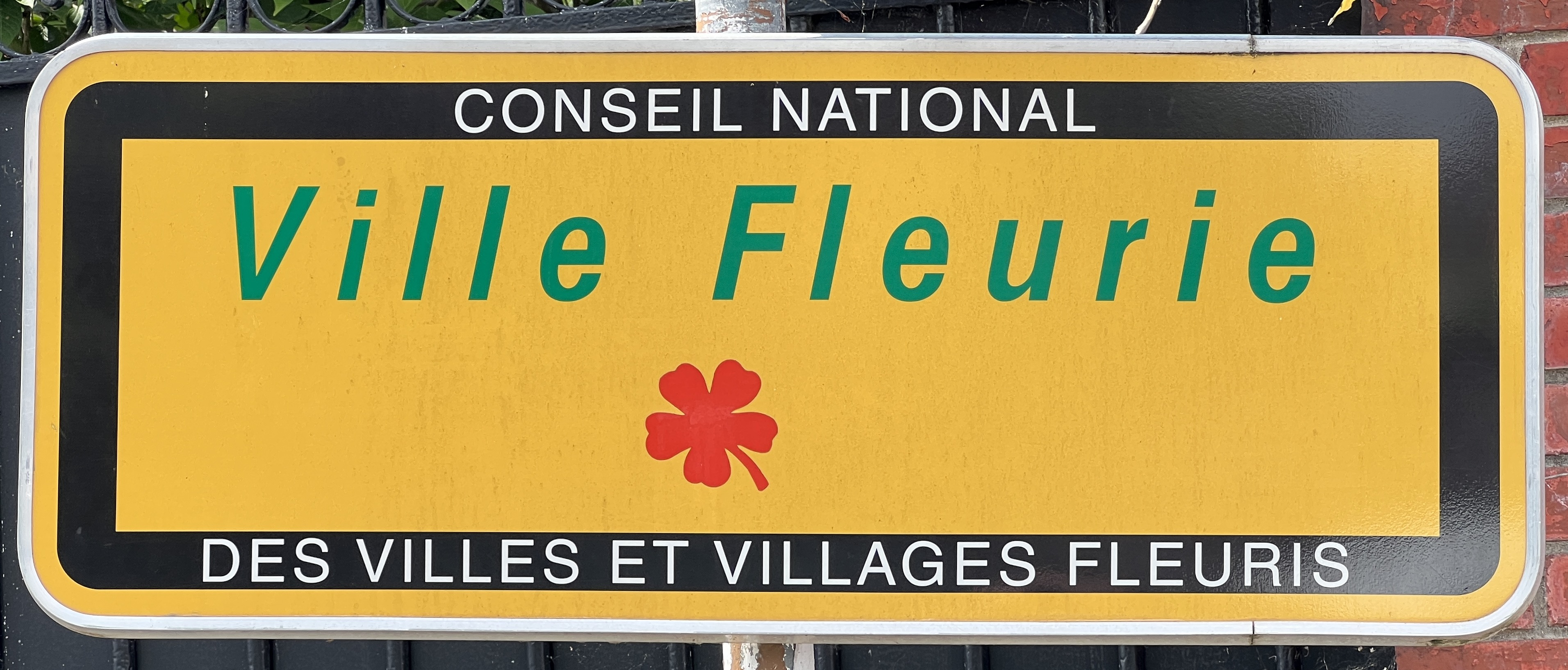

La commune obtient une fleur au concours des villes et villages fleuris en 2015.
La récompense "Ville Fleurie", également connue sous le nom de "Villes et Villages fleuris, anciennement appelée concours, a été créée en 1959 en France pour promouvoir le fleurissement, l'environnement de vie et les espaces verts

## Équipements et services publics

### Enseignement

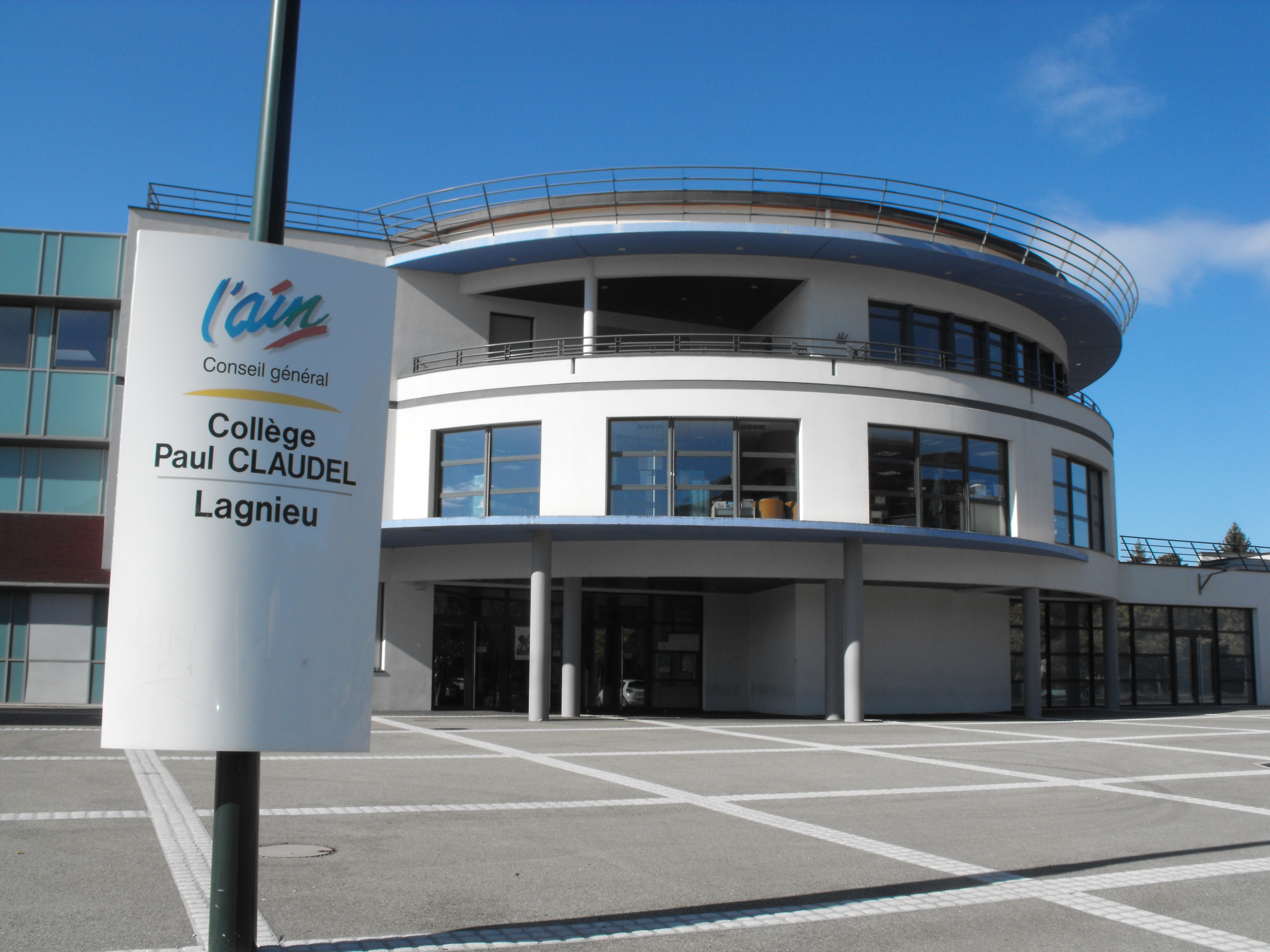
Le collège Paul-Claudel de Lagnieu.

La commune de Lagnieu est située dans l'académie de Lyon.
Elle administre l'école du Vieux Château, l'école des Charmettes et l'école des Tournelles.
Elle accueille également le collège Paul-Claudel.

## Population et société

### Évolution démographique
L'évolution du nombre d'habitants est connue à travers les recensements de la population effectués dans la commune depuis 1793. Pour les communes de moins de 10 000 habitants, une enquête de recensement portant sur toute la population est réalisée tous les cinq ans, les populations de référence des années intermédiaires étant quant à elles estimées par interpolation ou extrapolation. Pour la commune, le premier recensement exhaustif entrant dans le cadre du nouveau dispositif a été réalisé en 2006.

En 2022, la commune comptait 7 321 habitants, en évolution de +3,26 % par rapport à 2016 (Ain : +5,15 %, France hors Mayotte : +2,11 %).
| 1793  | 1800  | 1806  | 1821  | 1831  | 1836  | 1841  | 1846  | 1851  |
| ----- | ----- | ----- | ----- | ----- | ----- | ----- | ----- | ----- |
| 2 107 | 2 551 | 2 304 | 2 411 | 2 285 | 2 354 | 2 531 | 2 673 | 2 900 |

| 1856  | 1861  | 1866  | 1872  | 1876  | 1881  | 1886  | 1891  | 1896  |
| ----- | ----- | ----- | ----- | ----- | ----- | ----- | ----- | ----- |
| 3 182 | 3 317 | 3 259 | 2 770 | 2 796 | 2 638 | 2 629 | 2 488 | 2 347 |

| 1901  | 1906  | 1911  | 1921  | 1926  | 1931  | 1936  | 1946  | 1954  |
| ----- | ----- | ----- | ----- | ----- | ----- | ----- | ----- | ----- |
| 2 332 | 2 202 | 2 238 | 2 016 | 2 230 | 2 295 | 2 216 | 2 178 | 2 297 |

| 1962  | 1968  | 1975  | 1982  | 1990  | 1999  | 2006  | 2011  | 2016  |
| ----- | ----- | ----- | ----- | ----- | ----- | ----- | ----- | ----- |
| 3 082 | 4 162 | 5 208 | 5 594 | 5 686 | 5 882 | 6 643 | 6 785 | 7 090 |

| 2021  | 2022  | - | - | - | - | - | - | - |
| ----- | ----- | - | - | - | - | - | - | - |
| 7 268 | 7 321 | - | - | - | - | - | - | - |

### Pyramide des âges
En 2021, le taux de personnes d'un âge inférieur à 30 ans s'élève à 34,0 %, soit en dessous de la moyenne départementale (35,3 %). À l'inverse, le taux de personnes d'âge supérieur à 60 ans est de 28,4 % la même année, alors qu'il est de 24,3 % au niveau départemental.
En 2021, la commune comptait 3 497 hommes pour 3 771 femmes, soit un taux de 51,88 % de femmes, légèrement supérieur au taux départemental (50,65 %).
Les pyramides des âges de la commune et du département s'établissent comme suit :
| Hommes | Classe d’âge | Femmes |
| ------ | ------------ | ------ |
| 0,8    | 90 ou +      | 2,2    |
| 7,2    | 75-89 ans    | 10,8   |
| 17,6   | 60-74 ans    | 18,0   |
| 19,1   | 45-59 ans    | 18,7   |
| 19,2   | 30-44 ans    | 18,3   |
| 17,0   | 15-29 ans    | 14,5   |
| 19,1   | 0-14 ans     | 17,5   |

| Hommes | Classe d’âge | Femmes |
| ------ | ------------ | ------ |
| 0,6    | 90 ou +      | 1,6    |
| 6,3    | 75-89 ans    | 8,1    |
| 15,5   | 60-74 ans    | 16,2   |
| 21     | 45-59 ans    | 20,4   |
| 19,8   | 30-44 ans    | 19,8   |
| 16,4   | 15-29 ans    | 15     |
| 20,4   | 0-14 ans     | 18,9   |

### Manifestations culturelles et festivités

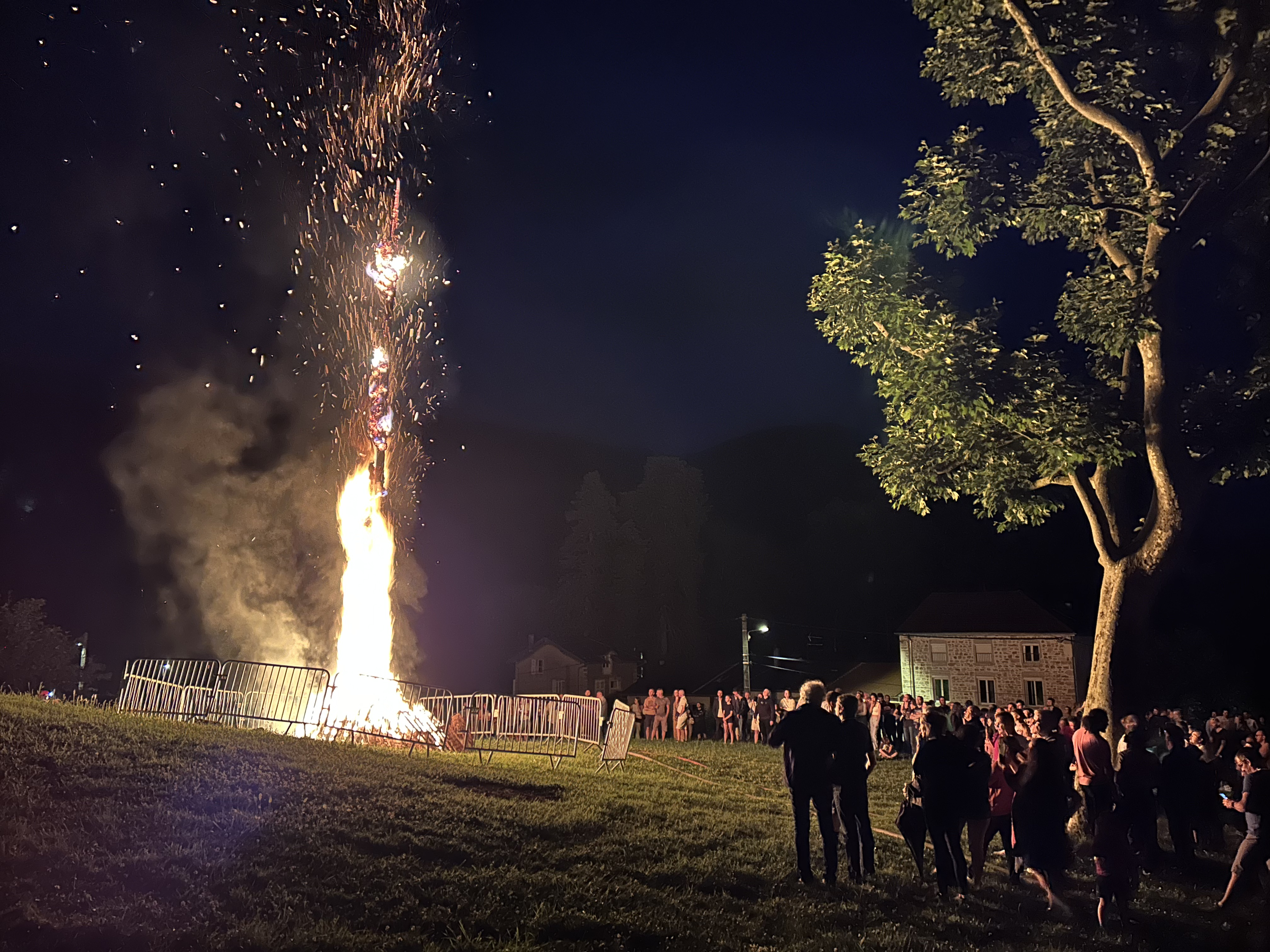
Le feu du Charavelet.

- Feu du « Charavelet » (déclinaison locale du feu de la Saint-Jean), de tradition ancienne, dont le nom pourrait dériver d'un terme franco-provençal, caravole, désignant un feu de joie[37]. Une marche aux flambeaux précède l'allumage du grand feu, qui se déroule sur la place des Acquises, à l'écart du bourg.

### Sports et loisirs
Lagnieu accueille un club de football, le CS Lagnieu qui évolue en championnat Régional 3. Ce club a été créé en 1930 et compte en 2022 430 licencié(e)s,.
La ville de Lagnieu dispose d’un club de judo dont certains membres évoluent au niveau national[réf. nécessaire]
La ville dispose également d'un club de basket-ball, et d'un club d'escalade CAF.

## Économie

### Entreprises de l'agglomération
Lagnieu dispose aujourd'hui encore de nombreux commerces ainsi que de deux marchés le lundi et le vendredi. On y trouve aussi une grande verrerie ainsi qu'une filière de diamants industrielle.

## Culture locale et patrimoine

### Lieux et monuments
- Château de Montferrand, classé au titre des monuments historiques[41].
- Vestiges de l'ancienne ville forte, restes de quelques remparts.
- Château de Chanves.
- Restes d'un château du XIVe siècle attenant au rempart[42].
- Église Saint-Jean-Baptiste de Lagnieu, néo-gothique du XIXe siècle.
- Croix de Bramafan, positionnée en surplomb de la ville, à 535 mètres d'altitude.
- Chapelle du Plastre-de-la-Croix.
- Chapelle Saint-Roch de Posafol.
- Église Saint-Hilaire de Proulieu.
- Monument aux morts, œuvre d'Alphonse Muscat.
- Tour de Montvert.
- Moulin à Proulieu.
- Colombier du XVIe siècle, dit pigeonnier de Biaune.
- Vestiges du pigeonnier de Posafol.
- Chalet de la forêt de Vergnes.
- Centre nautique de Lagnieu.

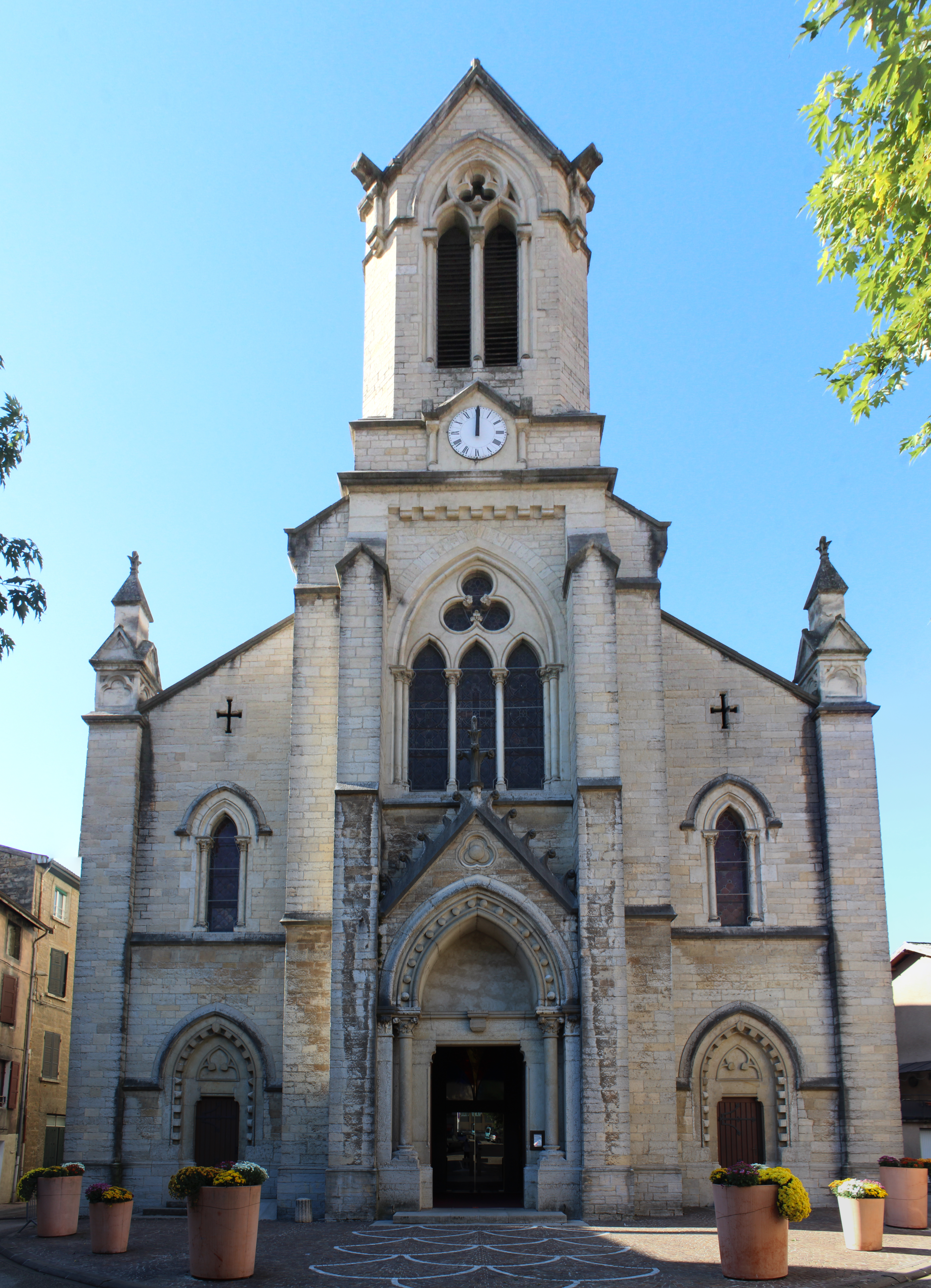
Église de Lagnieu (construction 1867-1870).
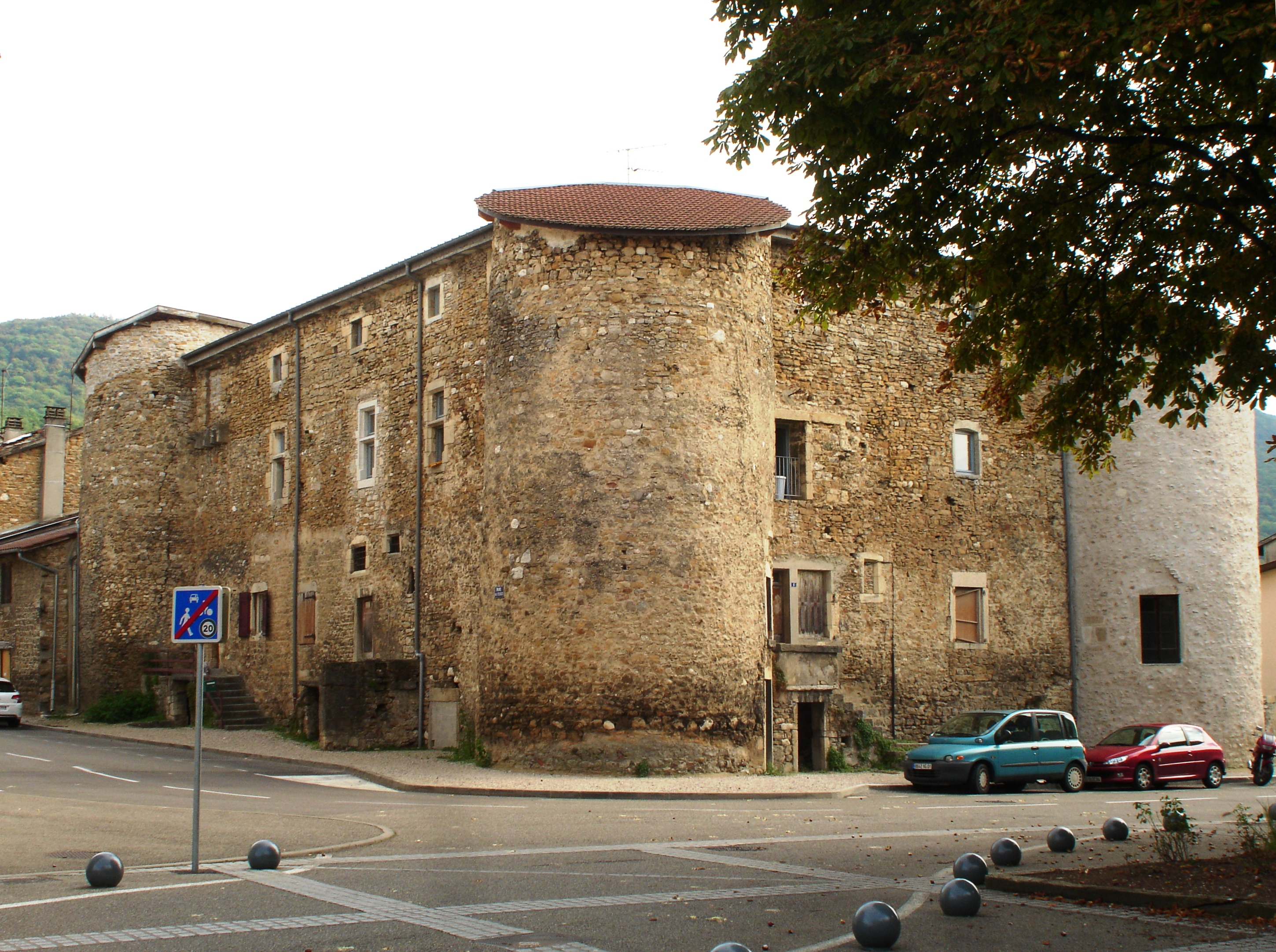
Château construit par Claude de Montferrand en 1471.
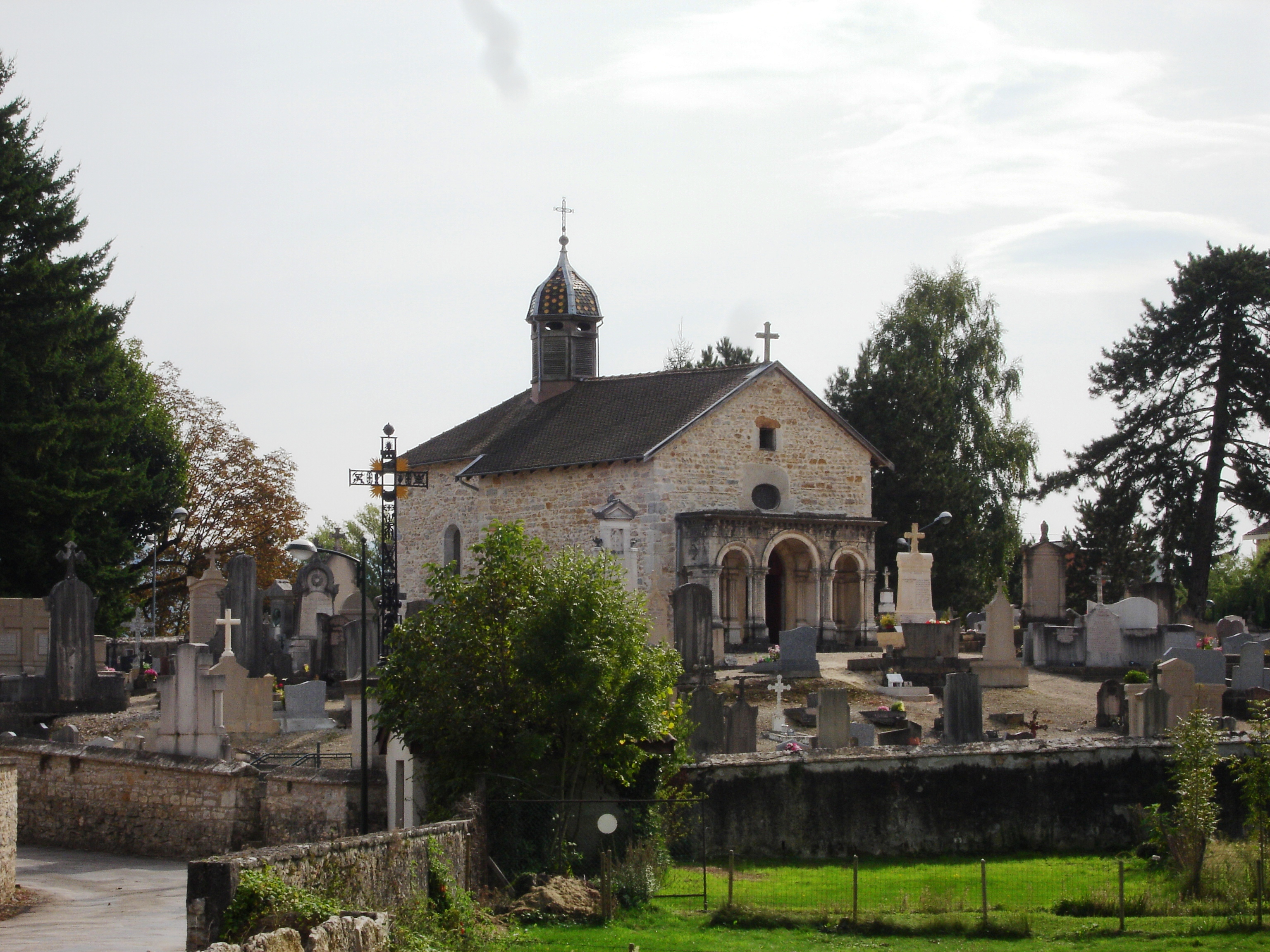
Chapelle du Plastre-de-là-Croix - cimetière.
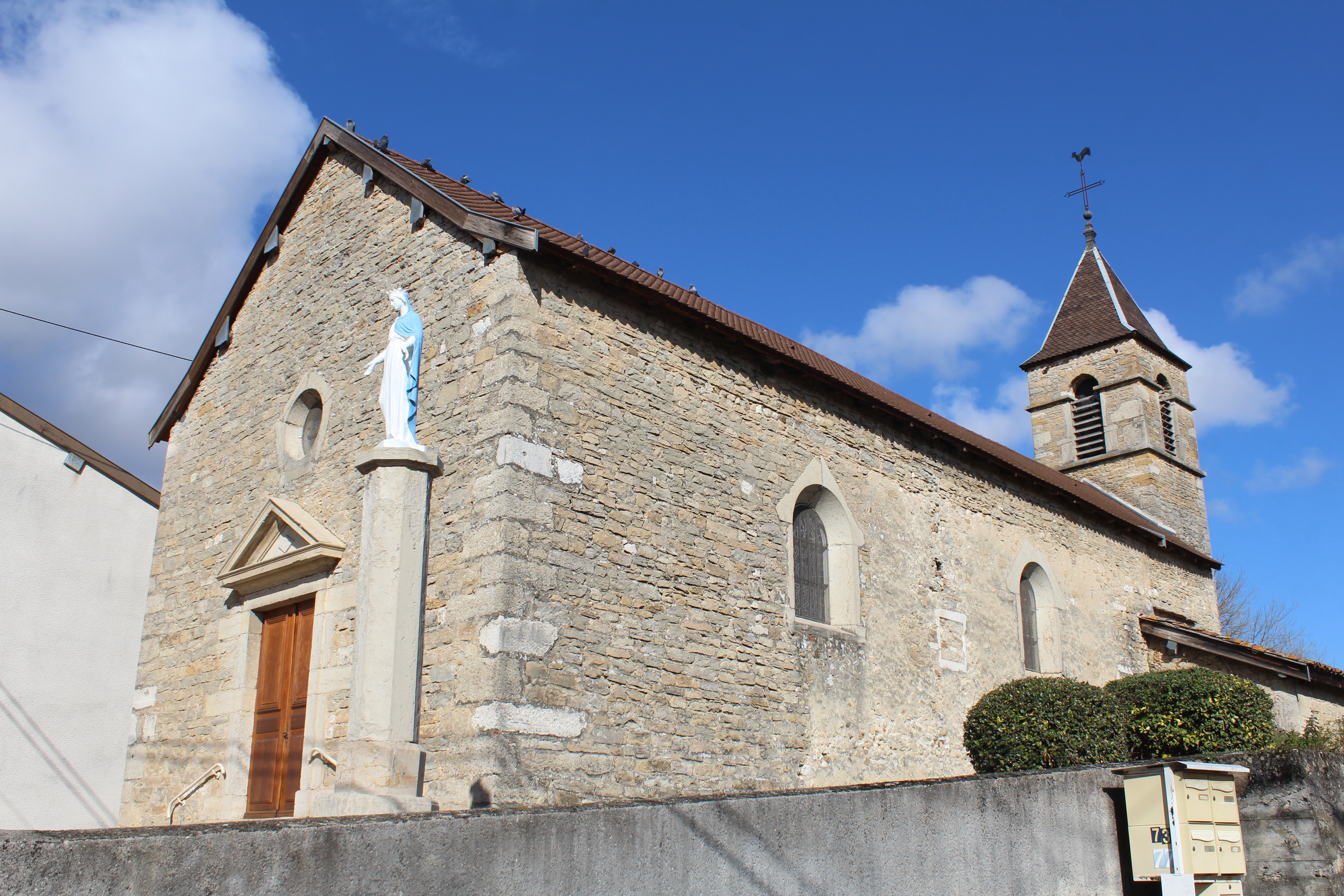
Église Saint-Hilaire de Proulieu
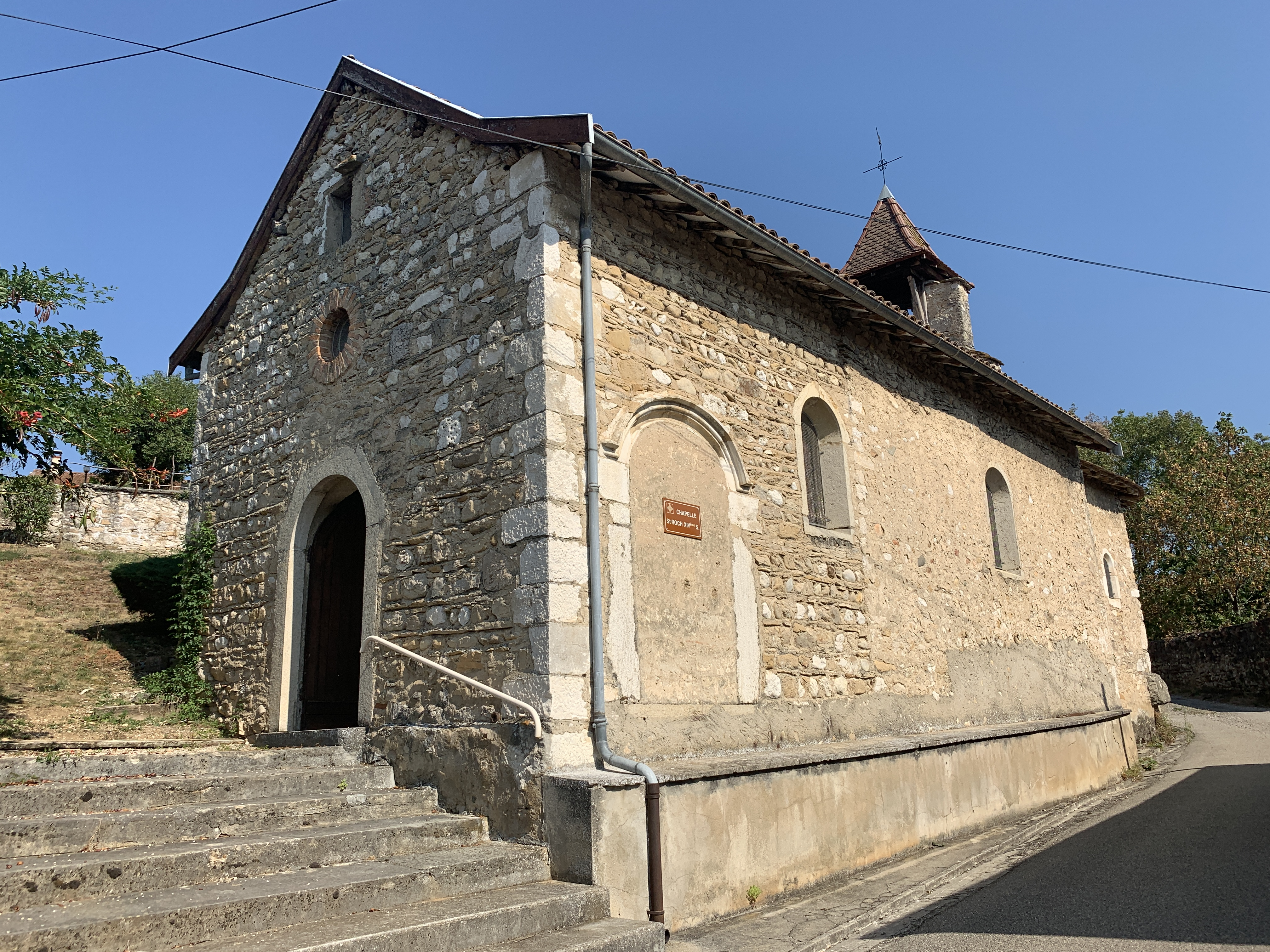
Chapelle Saint-Roch de Posafol

### Personnalités liées à la commune
- Julien Barbero (1870-1936), homme politique, élu lyonnais, député du Rhône, né à Lagnieu.
- Louis Bergeron (1876-1948), ingénieur, né à Lagnieu.
- Claude-Marie Boucaud (1895-2005), l'un des derniers poilus français, mort à Lagnieu.
- Zachary Brault-Guillard (1998-), joueur de football, international canadien, passé par le club de Lagnieu.
- Denis Defforey (1925-2006), né à Lagnieu et décédé en Suisse, est un homme d'affaires français connu pour avoir créé la marque de supermarchés Carrefour. Il est inhumé près de Lagnieu, à Vaux-en-Bugey.
- Lumir Lapray (née en 1992), militante écologiste et féministe, originaire de Lagnieu[43].
- Désiré de Verdun (v. 480-554), évêque de Verdun au VIe siècle, issu d'une famille de Lagnieu.
- Claude Perrin (1786-?), né à Lagnieu, est un escroc qui passe pour être le baron de Richemont, un faux Louis XVII mort en 1853.
- Claude Perroud (1839-1919), chercheur universitaire décédé à Lagnieu.
- François Roche (1949-2009), chercheur universitaire, responsable de structures culturelles, ancien directeur de l'Institut français de Florence, décédé à Lagnieu.
- Joseph Rollet (1824-1894), vénérologue, membre de l'Académie des sciences, belles-lettres et arts de Lyon, né à Lagnieu.
- Paul Taconnet (1827-1908), peintre, né à Lagnieu.

### Héraldique
| Blason de Lagnieu | Blason  | De gueules à l'agneau pascal d'argent portant une bannerette du même chargée d'une croisette du champ. |
| Blason de Lagnieu | Détails | Le statut officiel du blason reste à déterminer.                                                       |

Logo utilisé jusqu'en 2023.

| image figurant le logo de la ville de Lagnieu | Logo de la ville de Lagnieu En 2023, la municipalité de Lagnieu, qui communiquait jusqu'alors avec une version adaptée du blason historique, se dote d'un nouveau logotype. Ce symbole est composé des cheminées et du château d'eau de la verrerie, de la montagne de Bramafan et de ses falaises, des arbres et vignes, du plongeoir de la piscine et forment aussi le L de Lagnieu. |

## Pour approfondir